# Descendants 2 (banda sonora)
Descendants 2 (Original TV Movie Soundtrack) es la segunda banda sonora que acompaña a la película del mismo nombre. El álbum y el sencillo principal "Ways to Be Wicked" fueron anunciados el 12 de abril de 2017. La banda sonora se estrenó el 21 de julio de 2017.

## Sencillos
"Ways to Be Wicked", interpretada por Dove Cameron, Sofia Carson, Cameron Boyce y Booboo Stewart, estrenada en Radio Disney y luego lanzada oficialmente como primer sencillo el 14 de abril de 2017 junto con la pre-orden del álbum. La canción es producida por Sam Hollander y Josh Edmondson que escribió la canción con Grant Michaels y Charity Daw. "What's My Name", interpretada por China Anne McClain, Thomas Doherty y Dylan Playfair, estrenada en Radio Disney y más tarde lanzada oficialmente como segundo sencillo el 2 de junio de 2017.

## Lista de canciones
| Descendants 2 (Original TV Movie Soundtrack) – Edición estándar |                                                       |                                                         |                                                            |          |  |
| N.º                                                             | Título                                                | Escritor(es)                                            | Artista(s)                                                 | Duración |  |
| 1.                                                              | «Ways to Be Wicked»                                   | Sam Hollander Josh Edmondson Grant Michaels Charity Daw | Dove Cameron Sofia Carson Cameron Boyce Booboo Stewart     | 3:38     |  |
| 2.                                                              | «What's My Name»                                      | Antonina Armato Tim James Tom Sturges Adam Schmalholz   | China Anne McClain Thomas Doherty Dylan Playfair           | 3:10     |  |
| 3.                                                              | «Chillin' Like a Villain»                             | Armato James Sturges Schmalholz                         | Carson Boyce Stewart Mitchell Hope                         | 3:13     |  |
| 4.                                                              | «Space Between»                                       | Shayna Mordue Stephen Mark Conley Tyler Shamy Andy Dodd | Dove Cameron Sofia Carson                                  | 3:26     |  |
| 5.                                                              | «It's Goin' Down»                                     | Armato James Sturges Schmalholz                         | Cameron Carson Boyce Stewart McClain Hope Doherty Playfair | 4:12     |  |
| 6.                                                              | «You and Me»                                          | Mitch Allan Nikki Leonti                                | Cameron Carson Boyce Stewart Hope Jeff Lewis               | 3:32     |  |
| 7.                                                              | «Kiss the Girl»                                       | Alan Menken Howard Ashman                               | Cameron Carson Boyce Stewart McClain Doherty               | 2:44     |  |
| 8.                                                              | «Poor Unfortunate Souls»                              | Menken Ashman                                           | McClain                                                    | 2:43     |  |
| 9.                                                              | «Better Together» (from Descendants: Wicked World)    | Matt Wong Jack Kugell Hannah Jones                      | Cameron Carson                                             | 2:44     |  |
| 10.                                                             | «Evil» (from Descendants: Wicked World)               | Dan Book Shelly Peiken                                  | Cameron                                                    | 2:54     |  |
| 11.                                                             | «Rather Be with You» (from Descendants: Wicked World) | Jeannie Lurie Chen Neeman Aris Archontis                | Cameron Carson                                             | 2:14     |  |
| 32:30                                                           |                                                       |                                                         |                                                            |          |  |

## Posicionamiento
| Listas (2017)                      | Posición |
| ---------------------------------- | -------- |
| Australia (ARIA)                   | 64       |
| Bélgica (Ultratop flamenca)        | 192      |
| Canadá (Billboard Canadian Albums) | 25       |
| Nueva Zelanda (RMNZ)               | 6        |
| Estados Unidos (Billboard 200)     | 6        |
| Estados Unidos (Soundtrack Albums) | 1        |